# BMW G80
Der BMW G80 ist eine Sportlimousine von BMW und die sechste Generation des M3 auf Basis der 3er-Reihe. Die technische Basis liefert der G20. Erstmals gibt es den M3 auch als Kombi (BMW G81).

## Modellgeschichte
Der M3 wurde als Limousine am 23. September 2020 vorgestellt. Bereits einen Monat vorher kündigte BMW an, dass es auch eine Variante als Touring geben werde. Diese Variante wurde schließlich am 22. Juni 2022 präsentiert. Beide Versionen werden in München hergestellt.
Im Januar 2023 wurde der M3 CS als Limousine vorgestellt. Seine Fertigung war zeitlich begrenzt. Er übernimmt einige Teile vom 2022 gebauten M4 CSL, hat aber Allradantrieb, der abgeschaltet werden kann. Der M3 CS Touring folgte im Januar 2025, wobei die Fertigung ebenfalls zeitlich begrenzt ist.

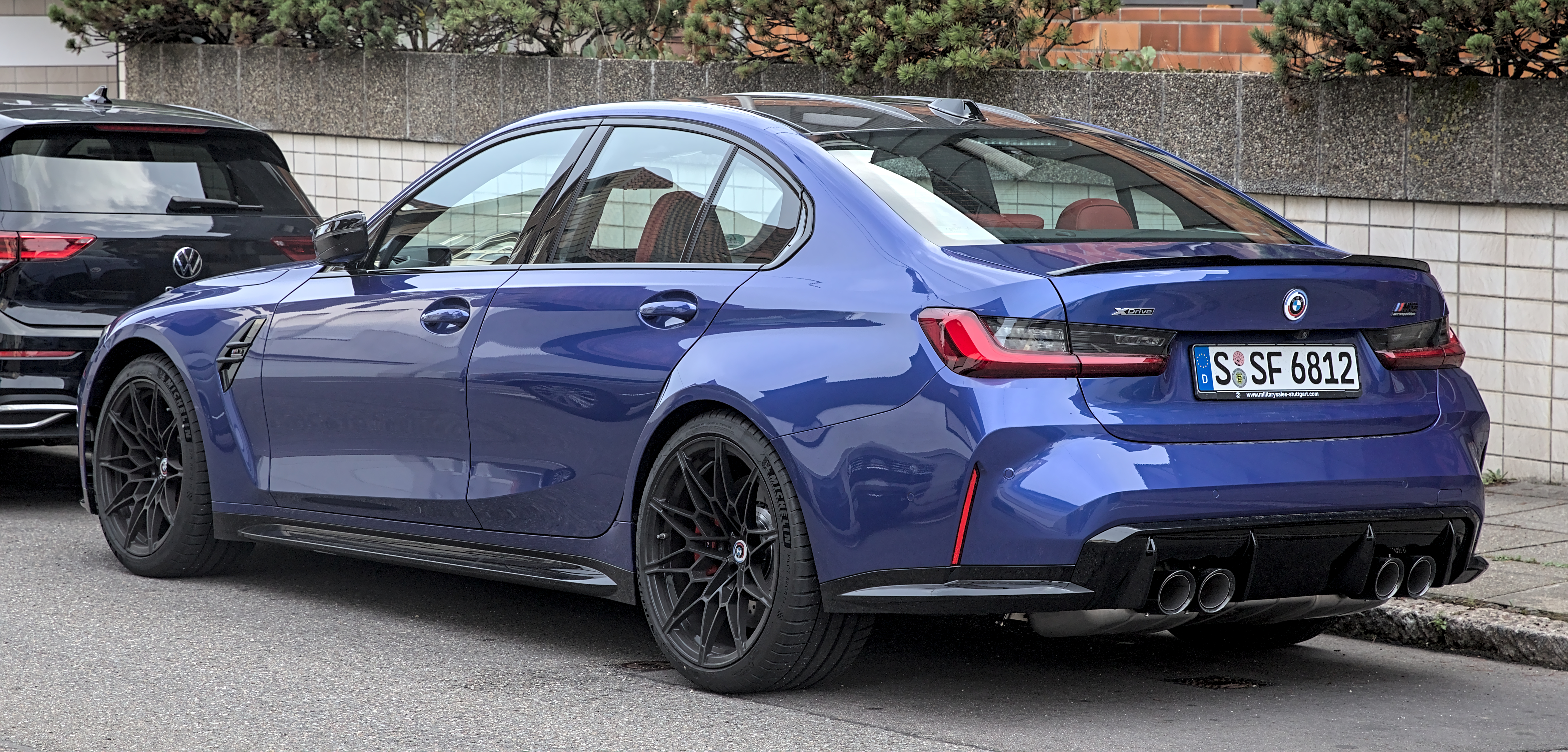
Heckansicht
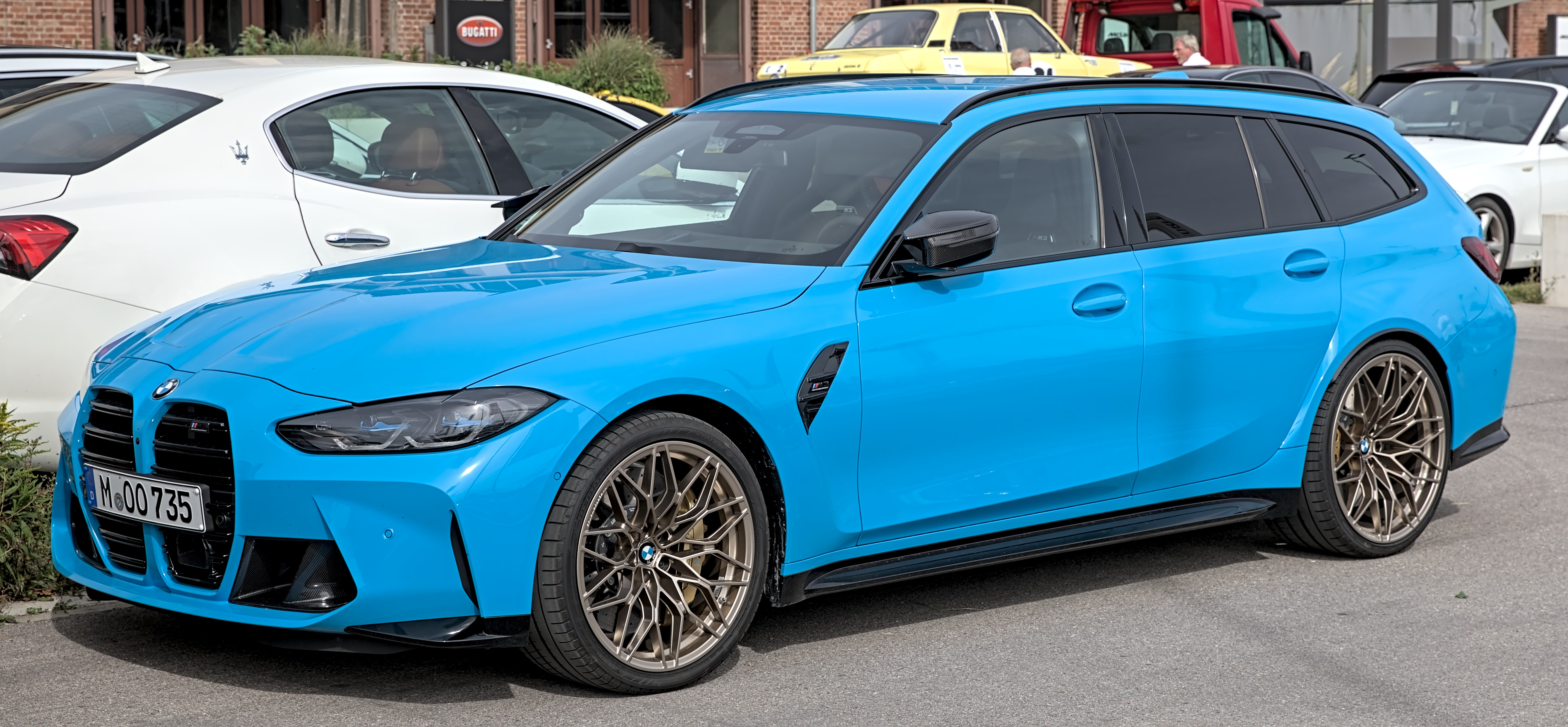
BMW M3 Competition Touring (seit 2022)
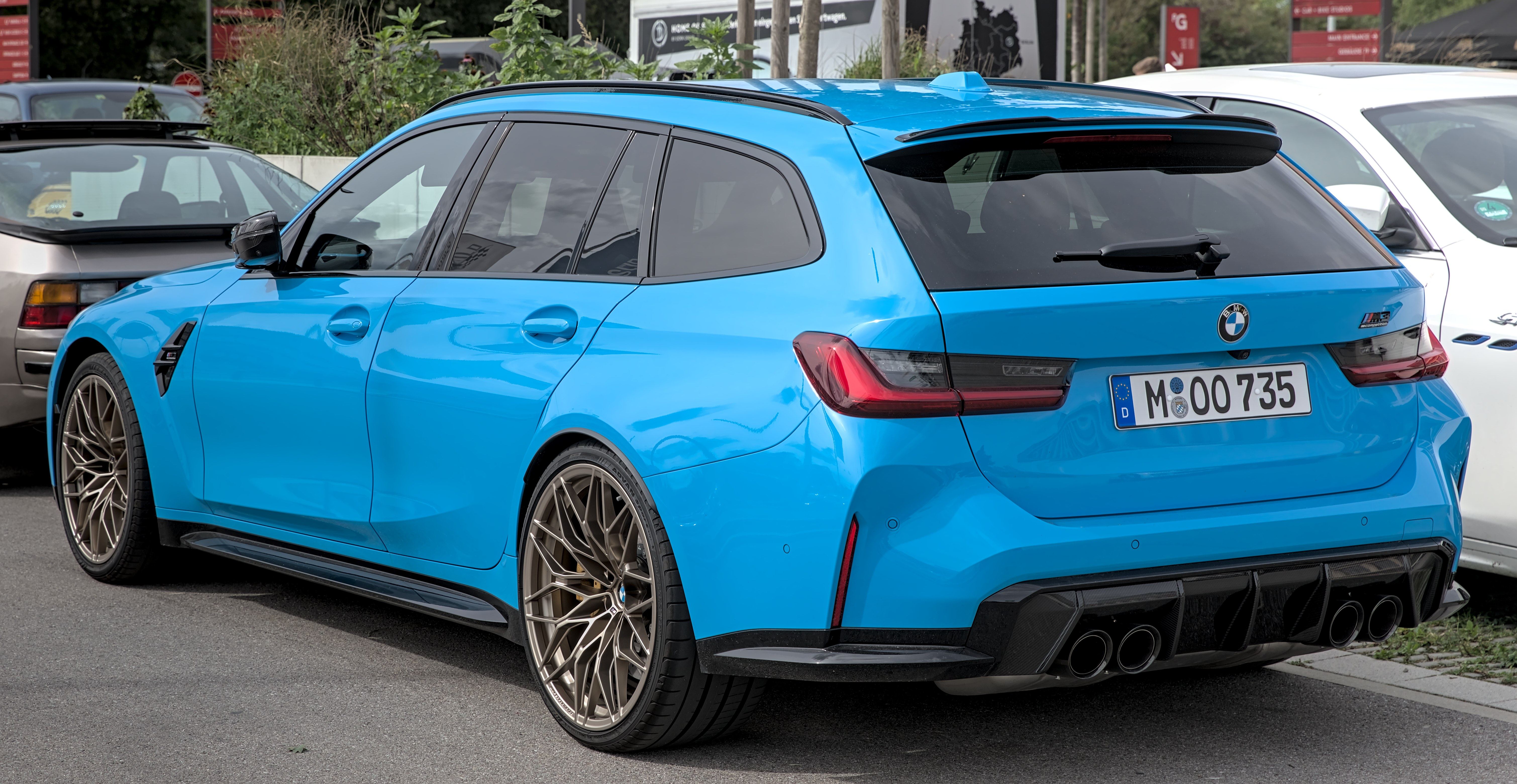
Heckansicht
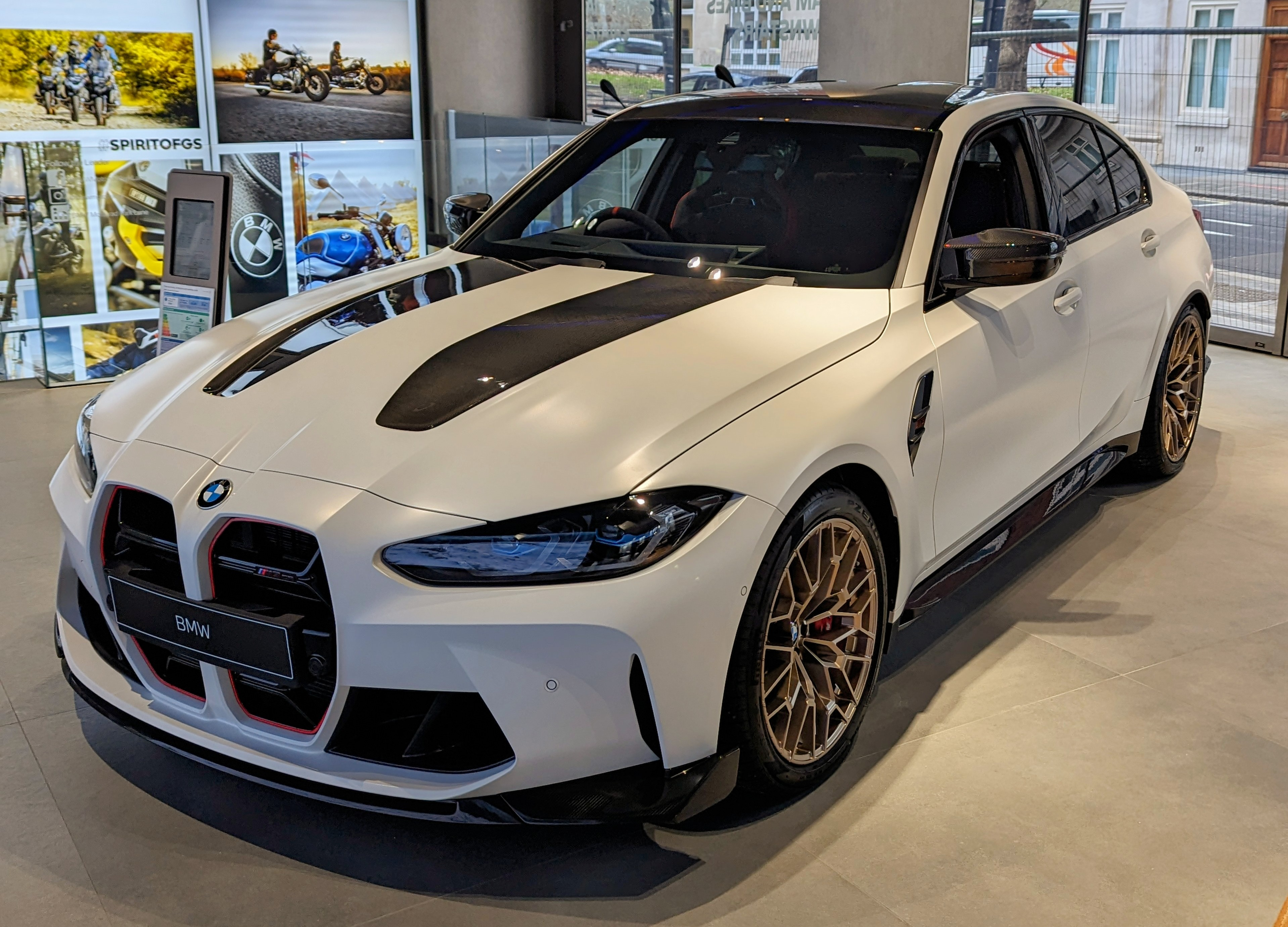
BMW M3 CS (2023–2024)
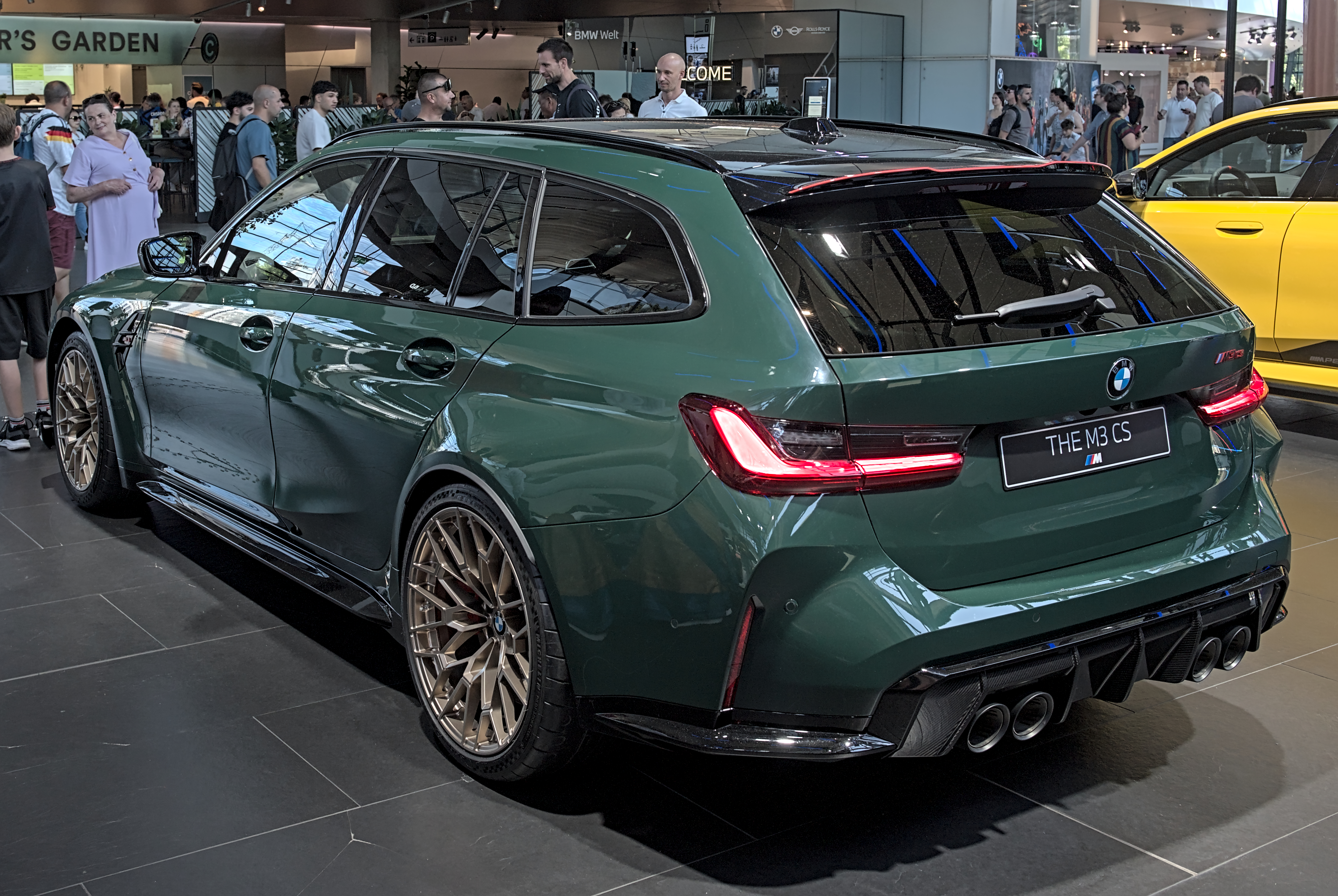
BMW M3 CS Touring (seit 2025)
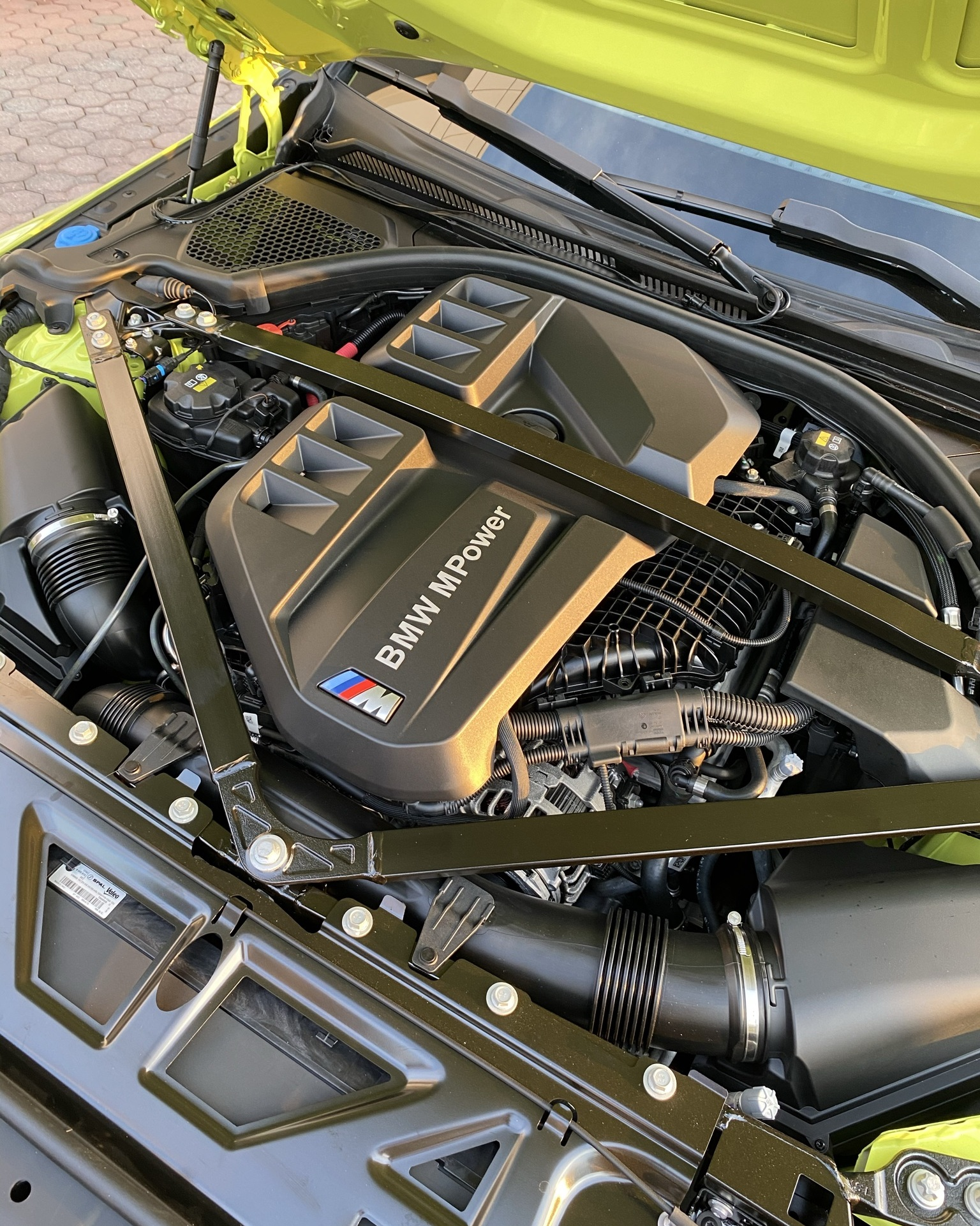
Motorraum des M3

## Technik
Im Gegensatz zu den normalen 3er-Modellen haben G80 und G81 die aus dem 4er bekannte große BMW-Niere an der Front, weil sie den gleichen Vorderwagen verwenden, da sie später als der reguläre 3er zugelassen wurden und strengeren Crashvorschriften genügen mussten. Der 4er erfüllte diese bereits. Daher rührt auch die gegenüber den 3er-Basismodellen etwa 9 cm größere Länge.
Der Wagen hat im Gegensatz zum herkömmlichen 3er und wie das M4-Coupé einige Versteifungen, unter anderem einen Vorderachsträger mit sogenanntem Schubfeld, einer Gitterwerk-Leichtbaukonstruktion, und die sichtbaren Streben im Motorraum. Die Fahrwerke beider Modelle sind identisch. Zur Ausstattung gehört ein M Drift Analyser, mit dem sich die in Kurven ermittelten Fahrzeugdaten aufzeichnen und auswerten lassen, sowie ein M Laptimer, mit dem sich Rundenzeiten messen lassen.

## Antrieb
Angetrieben wird der M3 wie der M4 vom Dreiliter-Reihen-6-Zylinder-Ottomotor des Typs S58. In der Basis leistet er 353 kW (480 PS). Die Competition-Versionen haben 375 kW (510 PS), in der Allrad-Variante xDrive seit Juli 2024 390 kW (530 PS). Die stärkste M3-Version ist der CS mit einer Leistung von bis zu 405 kW (550 PS). Den Touring gibt es nur in den Allrad-Versionen. Für die Basis gibt es ein 6-Gang-Schaltgetriebe, alle anderen Versionen haben ein 8-Gang-Automatikgetriebe.

## Technische Daten
|                                                                  | M3                                            | M3                                            | M3 Competition                                | M3 Competition                                | M3 Competition xDrive                         | M3 Competition Touring xDrive                 | M3 Competition xDrive                         | M3 Competition Touring xDrive                 | M3 CS                                         | M3 CS Touring                                 |
| ---------------------------------------------------------------- | --------------------------------------------- | --------------------------------------------- | --------------------------------------------- | --------------------------------------------- | --------------------------------------------- | --------------------------------------------- | --------------------------------------------- | --------------------------------------------- | --------------------------------------------- | --------------------------------------------- |
| Bauzeit                                                          | 03/2021–05/2024                               | seit 07/2024                                  | 03/2021–05/2024                               | seit 07/2024                                  | 07/2021–05/2024                               | 12/2022–05/2024                               | seit 07/2024                                  | seit 07/2024                                  | 03/2023–05/2024                               | seit 03/2025                                  |
| Motorart                                                         | Ottomotor                                     | Ottomotor                                     | Ottomotor                                     | Ottomotor                                     | Ottomotor                                     | Ottomotor                                     | Ottomotor                                     | Ottomotor                                     | Ottomotor                                     | Ottomotor                                     |
| Motorbauart                                                      | R6                                            | R6                                            | R6                                            | R6                                            | R6                                            | R6                                            | R6                                            | R6                                            | R6                                            | R6                                            |
| Motorbezeichnung                                                 | S58B30O1                                      | S58B30O1                                      | S58B30O1                                      | S58B30O1                                      | S58B30O1                                      | S58B30O1                                      | S58B30O1                                      | S58B30O1                                      | S58B30O1                                      | S58B30O1                                      |
| Gemischaufbereitung                                              | Benzindirekteinspritzung                      | Benzindirekteinspritzung                      | Benzindirekteinspritzung                      | Benzindirekteinspritzung                      | Benzindirekteinspritzung                      | Benzindirekteinspritzung                      | Benzindirekteinspritzung                      | Benzindirekteinspritzung                      | Benzindirekteinspritzung                      | Benzindirekteinspritzung                      |
| Motoraufladung                                                   | Bi-Turbo (Zwei Single-Scroll-Abgasturbolader) | Bi-Turbo (Zwei Single-Scroll-Abgasturbolader) | Bi-Turbo (Zwei Single-Scroll-Abgasturbolader) | Bi-Turbo (Zwei Single-Scroll-Abgasturbolader) | Bi-Turbo (Zwei Single-Scroll-Abgasturbolader) | Bi-Turbo (Zwei Single-Scroll-Abgasturbolader) | Bi-Turbo (Zwei Single-Scroll-Abgasturbolader) | Bi-Turbo (Zwei Single-Scroll-Abgasturbolader) | Bi-Turbo (Zwei Single-Scroll-Abgasturbolader) | Bi-Turbo (Zwei Single-Scroll-Abgasturbolader) |
| variable Ventilsteuerung                                         | Valvetronic                                   | Valvetronic                                   | Valvetronic                                   | Valvetronic                                   | Valvetronic                                   | Valvetronic                                   | Valvetronic                                   | Valvetronic                                   | Valvetronic                                   | Valvetronic                                   |
| Hubraum                                                          | 2993 cm³                                      | 2993 cm³                                      | 2993 cm³                                      | 2993 cm³                                      | 2993 cm³                                      | 2993 cm³                                      | 2993 cm³                                      | 2993 cm³                                      | 2993 cm³                                      | 2993 cm³                                      |
| max. Leistung bei 1/min                                          | 353 kW (480 PS)/ 6250                         | 353 kW (480 PS)/ 6250                         | 375 kW (510 PS)/ 6250                         | 375 kW (510 PS)/ 6250                         | 375 kW (510 PS)/ 6250                         | 375 kW (510 PS)/ 6250                         | 390 kW (530 PS)/ 6250                         | 390 kW (530 PS)/ 6250                         | 405 kW (550 PS)/ 6250                         | 405 kW (550 PS)/ 6250                         |
| max. Drehmoment bei 1/min                                        | 550 Nm/ 2650–6130                             | 550 Nm/ 2650–6130                             | 650 Nm/ 2750–5500                             | 650 Nm/ 2750–5500                             | 650 Nm/ 2750–5500                             | 650 Nm/ 2750–5500                             | 650 Nm/ 2750–5730                             | 650 Nm/ 2750–5730                             | 650 Nm/ 2750–5950                             | 650 Nm/ 2750–5950                             |
| Getriebe, serienmäßig                                            | 6-Gang-Schaltgetriebe                         | 6-Gang-Schaltgetriebe                         | 8-Gang-Automatikgetriebe                      | 8-Gang-Automatikgetriebe                      | 8-Gang-Automatikgetriebe                      | 8-Gang-Automatikgetriebe                      | 8-Gang-Automatikgetriebe                      | 8-Gang-Automatikgetriebe                      | 8-Gang-Automatikgetriebe                      | 8-Gang-Automatikgetriebe                      |
| Antrieb, serienmäßig                                             | Hinterradantrieb                              | Hinterradantrieb                              | Hinterradantrieb                              | Hinterradantrieb                              | Allradantrieb                                 | Allradantrieb                                 | Allradantrieb                                 | Allradantrieb                                 | Allradantrieb                                 | Allradantrieb                                 |
| Leergewicht in kg                                                | 1780                                          | 1780                                          | 1805                                          | 1805                                          | 1855                                          | 1940                                          | 1855                                          | 1940                                          | 1840                                          | 1925                                          |
| Beschleunigung, 0–100 km/h in s                                  | 4,2                                           | 4,2                                           | 3,9                                           | 3,9                                           | 3,5                                           | 3,6                                           | 3,5                                           | 3,6                                           | 3,4                                           | 3,5                                           |
| Höchstgeschwindigkeit in km/h                                    | 250 290 (1)                                   | 250 290 (1)                                   | 250 290 (1)                                   | 250 290 (1)                                   | 250 290 (1)                                   | 250 280 (1)                                   | 250 290 (1)                                   | 250 280 (1)                                   | 302                                           | 300                                           |
| Kraftstoffverbrauch, nach EWG-Richtlinie, kombiniert in l/100 km | 10,8                                          | 10,0–10,1                                     | 10,2                                          | 9,7–9,9                                       | 10,2                                          | 10,3                                          | 10,1–10,2                                     | 10,3–10,4                                     | 10,1–10,4                                     | 10,5                                          |
| CO2-Emission mit Seriengetriebe, kombiniert in g/km              | 248                                           | 227–230                                       | 234                                           | 220–224                                       | 232                                           | 235                                           | 227–230                                       | 233–235                                       | 229–234                                       | 238                                           |
| Tankinhalt                                                       | 59 l                                          | 59 l                                          | 59 l                                          | 59 l                                          | 59 l                                          | 59 l                                          | 59 l                                          | 59 l                                          | 59 l                                          | 59 l                                          |
| Abgasnorm nach EU-Klassifikation                                 | Euro 6d                                       | Euro 6e                                       | Euro 6d                                       | Euro 6e                                       | Euro 6d                                       | Euro 6d                                       | Euro 6e                                       | Euro 6e                                       | Euro 6d                                       | Euro 6e                                       |